# Le Chant des sirènes (film, 2012)
Pour les articles homonymes, voir Le Chant des sirènes et Mermaid.
Pour plus de détails, voir Fiche technique et Distribution.
Le Chant des sirènes (The Mermaids) est un moyen métrage allemand réalisé par Petra Clever, sorti en 2012.

## Synopsis
Nikki, une étudiante en mathématique, suit les conseils de sa psy, et s'inscrit dans une équipe de football américain. 
C'est un sport rude et difficile, mais elle peut compter sur le soutien de son amie, Tina. 
Les deux jeunes filles vont rapidement tomber amoureuses l'une de l'autre.

## Fiche technique
- Titre original : The Mermaids
- Titre français : Le Chant des sirènes
- Réalisation : Petra Clever
- Scénario : Petra Clever, Karola Keller
- Producteur :
- Musique :
- Pays d'origine :  Allemagne
- Langue d'origine : allemand
- Genre : Comédie, romance saphique
- Durée : 36 minutes
- Date de sortie :
  -  Allemagne 20 avril 2012
  -  France 11 septembre 2013 (sortie DVD)

## Distribution
- Ania Niedieck : Nikki Schubert
- Mira Herold : Tina
- Katja Bramm : Leo
- Meike Gottschalk : Jessi